# Ewekoro
Ewekoro è una delle venti aree a governo locale (local government areas) in cui è suddiviso lo stato di Ogun, nella Repubblica Federale della Nigeria.
Si estende su una superficie di 594 km² e conta una popolazione di 55.156 abitanti.